# Jakub Julian Ziółkowski
Jakub Julian Ziółkowski (ur. 1980 w Zamościu) – polski malarz, rysownik, rzeźbiarz.

## Życie i twórczość
W 2005 ukończył studia malarskie w Akademii Sztuk Pięknych w Krakowie, dyplom obronił w pracowni Leszka Misiaka. Współpracuje z Fundacją Galerii Foksal oraz galerią Hauser & Wirth w Zurychu i Londynie.
Zajmuje się przede wszystkim malarstwem, tworzy także rysunki, rzeźby i ceramikę. Debiutował w 2004. Jego malarstwo, nazywane metafizycznym, bądź surrealistycznym, wyróżniało się w chwili debiutu na tle dominującej w tym okresie w Polsce twórczości o charakterze realistycznym, skupiającej się na teraźniejszości i historii. Krytycy dostrzegali bogactwo wizji twórcy i jego eklektyczne inspiracje (malarstwo zachodnioeuropejskie, w tym zarówno późnogotyckie, jak i współczesne - kubizm, konstruktywizm, futuryzm, postimpresjonizm, nadrealizm, ekspresjonizm, abstrakcjonizm, op-art, nowa szkoła lipska, a także sztuka orientu). Jego obrazy są pełne fantasmagorycznych wizji, a formy przedstawiające łączą się z abstrakcyjnymi. Poszczególne, niezwykle liczne detale i motywy, z pozoru chaotyczne, składają się jednak na uporządkowaną strukturę. Do najbardziej znanych obrazów należy Wielka bitwa pod stołem (2007).
Jakub Julian Ziółkowski został stosunkowo szybko dostrzeżony poza Polską. W 2009 był jednym z 50 artystów (w tym jednym z trzech z Polski) zaproszonych na pierwszą edycję The Generational Triennale zatytułowaną "Younger Than Jesus". Odniósł także sukces komercyjny. Jego obrazy olejne uzyskiwały ceny rzędu kilkudziesięciu tysięcy złotych. Monograficzne wystawy jego prac zorganizowała w 2011 Zachęta Narodowa Galeria Sztuki (Hokaina, kurator Hanna Wróblewska) i w 2023 Muzeum Sztuki Współczesnej w Krakowie MOCAK (Jesteście moi, kurator Delfina Jałowik).
Mieszka w Krakowie. Jego żoną jest koreańska malarka Hyon Gyon

## Nagrody i wyróżnienia
- 2005: Nagroda Dolnośląskiego Festiwalu Artystycznego w ramach konkursu im. Eugeniusza Gepperta[10]
- 2009: Gwarancje Kultury TVP Kultura w kategorii sztuki wizualne[11]
- 2010: nominacja do Paszportu „Polityki”[1]
- 2010: trzecie miejsce w rankingu Kompas Młodej Sztuki[3].